# Plants vs. Zombies
Plants vs. Zombies é um jogo eletrônico de tower defense e estratégia desenvolvido e originalmente publicado pela PopCap Games para Windows e OS X em 5 de maio de 2009. Desde então, foi portado para consoles, portáteis, e dispositivos móveis. O jogo foi projetado por George Fan, inicialmente como uma sequência mais orientada a tower defense do jogo de simulador de peixes Insaniquarium, antes de se desenvolver em um jogo de defesa com plantas lutando contra zumbis. Rich Werner ajudou com o estilo artístico do jogo e Laura Shigihara foi a compositora para a música do jogo.
Em Plants vs. Zombies, o jogador assume o papel de um proprietário em meio a um apocalipse zumbi. Para defender sua casa de zumbis, o jogador coloca plantas que disparam projéteis ou têm outros efeitos prejudiciais em uma horda de zumbis que avançam. O jogador coleta moedas chamadas de "sol" com a qual as plantas podem ser compradas. Os zumbis se aproximam ao longo de várias pistas paralelas no gramado da casa, e o jogador deve plantar defesas nessas pistas. Se um zumbi chegar à casa em qualquer pista, o nível acaba.
O jogo foi aclamado pela crítica e indicado a vários prêmios. Ganhou o "Jogo de Download do Ano" e o "Jogo de Estratégia do Ano" como parte do Golden Joystick Awards 2010. Plants vs. Zombies recebeu elogios por sua jogabilidade simplista, mas envolvente, e estilo de arte bem-humorado. Foi seguido por uma série de outros jogos, incluindo duas sequências diretas (Plants vs. Zombies 2 e Plants vs. Zombies 3), três jogos de tiro em terceira pessoa (Plants vs. Zombies: Garden Warfare, Plants vs. Zombies: Garden Warfare 2, Plants vs. Zombies: Battle for Neighborville e Plants vs. Zombies 3 Beta) e dois spin-offs (Plants vs. Zombies Adventures e Plants vs. Zombies Heroes).

## Recepção

### Vendas
Em 20 de maio de 2009, foi relatado que Plants vs. Zombies era o jogo eletrônico de venda mais rápida criado pela PopCap Games, embora o número de vendas não tenha sido relatado num primeiro momento. Plants vs. Zombies foi aclamado pela crítica. De acordo com o agregador de críticas Metacritic, todas as versões receberam "críticas geralmente favoráveis", com exceção das versões de iOS, que receberam "aclamação universal", e a versão de DSiWare, que recebeu críticas "mistas ou medianas".

### Comentários críticos
Plants vs. Zombies recebeu diversos comentários positivos. Alguns críticos acharam a mecânica central do jogo direta e simples, mas o jogo em si bem desafiador. Tom Francis da GamesRadar+ disse que o jogo era casual em sua facilidade de entender sua premissa. Seth Schisel do jornal The New York Times disse que tanto crianças quanto adultos iriam gostar de jogar o jogo, porém outros discordam: Chris Watters, editor da GameSpot, disse, "Jogadores veteranos dessa modalidade vão ter que aguentar muito tempo de jogatinas simples e familiares, e talvez essa espera seja longa demais para alguns." Tae Kim disse que Plants vs. Zombies não era particularmente fácil ou difícil e que ele próprio nunca teve que reiniciar o jogo mesmo sendo "terrível nesse tipo de jogo." John Walker da Rock Paper Shotgun disse também que a dificuldade pareceu artificial em alguns momentos.